# Société d'agriculture, de commerce et des arts de Bretagne
La Société d'agriculture, de commerce et des arts des États de Bretagne, créée officiellement en 1757, fut la première société de ce genre en France. Jean-Gabriel Montaudouin de La Touche, important négociant et armateur de Nantes, en fut l'initiateur en 1756. L'efficacité de la Société de Dublin (Society for improvement of husbandry, agriculture and other usefuls arts), qui fut en 1731, la toute première association à avoir été créée, avec la finalité d'encouragement était connue et provoqua un mouvement de création de sociétés avec la même finalité (Florence, Erfurt, Londres, Berne, etc) qui s'est étendu des deux côtés de l'Atlantique. Aujourd'hui, celle-ci est toujours active, sous le nom de Royal Dublin Society (RDS). 
L'économiste malouin Jacques-Claude Vincent de Gournay, ancien négociant devenu intendant au Commerce, de passage à Rennes lui apporta son appui devant les États de Bretagne et en rédigea les statuts. Elle était composée de membres issus des trois ordres, qui représentaient les neuf diocèses de Bretagne. Elle fut fortement influencée par les idées de l'Intendant.
La Royal Society for the encouragement of Arts, Manufactures & Commerce, de Londres, dont le fondateur William Shipley (en) s'était inspiré de l'exemple de Dublin, eut en 1761 un débat "à grand feu", plusieurs jours durant, à propos de la Société d'agriculture, de commerce et des arts de Bretagne.
Les membres de la Société bretonne, qui s'accordaient sur la nécessité de donner plus de liberté aux acteurs économiques, choisirent pour première mission de créer un Corps d’observations pour dresser un état des lieux de l'agriculture, du commerce et de l'industrie dans les États de Bretagne, et s'engagèrent à rendre publics les résultats de leurs enquêtes. Seuls le mémoire de Montaudouin de la Touche, les remarques de Vincent de Gournay et les travaux des premières années (1757-1760). Ils furent publiés en 1761, ouvrage en grande partie technique, mais où s'annoncent déjà les préoccupations démographiques et économiques de son secrétaire jusqu'en 1762, Louis-Paul Abeille (1719-1807), très proche de Vincent de Gournay, de Bertin, de Trudaine, de Turgot et futur inspecteur général des manufactures et du commerce. Il sera président de la Société d'agriculture de France en 1791. La Société de Bretagne lança des cultures expérimentales, des travaux sur les fumures et fit de nombreuses propositions de modernisation et d'industrialisation, etc.
La guerre de Sept Ans (coups de main sur les côtes, revers maritimes, pertes des colonies, crise financière...) et les graves évènements politiques, qui agitèrent le parlement et les États de Bretagne (conflit d'Aiguillon - La Chalotais), se répercutèrent sur la Société (plusieurs de ses membres furent emprisonnés), ses actions en furent très affectées de même que son existence. En 1789, les États de Bretagne reconnurent, cependant, que la Bretagne avait évolué positivement, grâce à cette Société, alors en sommeil depuis plusieurs années.
Elle aura cependant, avant la Révolution une large postérité hors de la province. Trudaine et Bertin qui partageaient les vues de Vincent de Gournay invitèrent le 22 août 1760 les intendants des généralités et les pays d'États à créer des Sociétés royales d'agriculture, en leur adressant le projet de mission de la Société des États de Bretagne établi par Vincent de Gournay et Abeille, en insistant sur le caractère pratique des projets d'encouragement. Bertin parvint à obtenir la création de Sociétés royales d'agriculture en Pays d'élections à Tours, Paris, Limoges, Lyon, Auvergne, Orléans, Rouen, Soissons, Alençon, Auch, La Rochelle, Montauban, Caen, Moulins. Dans Pays d'États, outre la Bretagne, il s'en créa en Hainaut-Cambrésis, en Provence et en Roussillon. Elles embrassèrent toutes les questions : défrichement, dessèchement des marais, partage des biens communaux, amélioration des cultures, arboriculture fruitière, élevage, maladie du bétail, baux, remembrement, impôts, jours de fêtes, mendicité, enfants trouvés, formation, poids et mesures, voies de communication. Elles porteront, sur le commerce les idées de Vincent de Gournay. Celle de Limoges, sous l'influence de Pajot et de Turgot et celle de la généralité de Paris, sous celle de Bertin, Trudaine puis de Jean-Louis Abeille, furent particulièrement pratiques et efficaces. Certaines ne se cantonnèrent pas à l'agriculture, et s'intéressèrent également aux arts utiles. Elles seront toutes dissoutes par la Convention le 8 août 1793. Une Société centrale d'agriculture du département de la Seine sera recréée en 1798, avec parmi ses refondateurs, Jean Louis Abeille. Après plusieurs métamorphoses de son appellation, elle deviendra en 1915, l'Académie d'agriculture de France.
Sous le Consulat se créera, le 2 novembre 1801, la Société d'encouragement pour l'industrie nationale, à l'initiative de Benjamin Delessert, de l'agronome Lasteyrie et d'autres membres des Sociétés d'agriculture disparues ou refondées. Jean-Antoine Chaptal, porteur des idées de Vincent de Gournay, de Turgot et de Forbonnais, en fut le premier président. Le Baron Louis Jacques Thénard, lui succédera à cette présidence. Elle poursuit son œuvre et parraina en 2004 la création d'une Société homologue, dite Fondation pour l'industrie nationale algérienne.